# Strichspuraufnahme

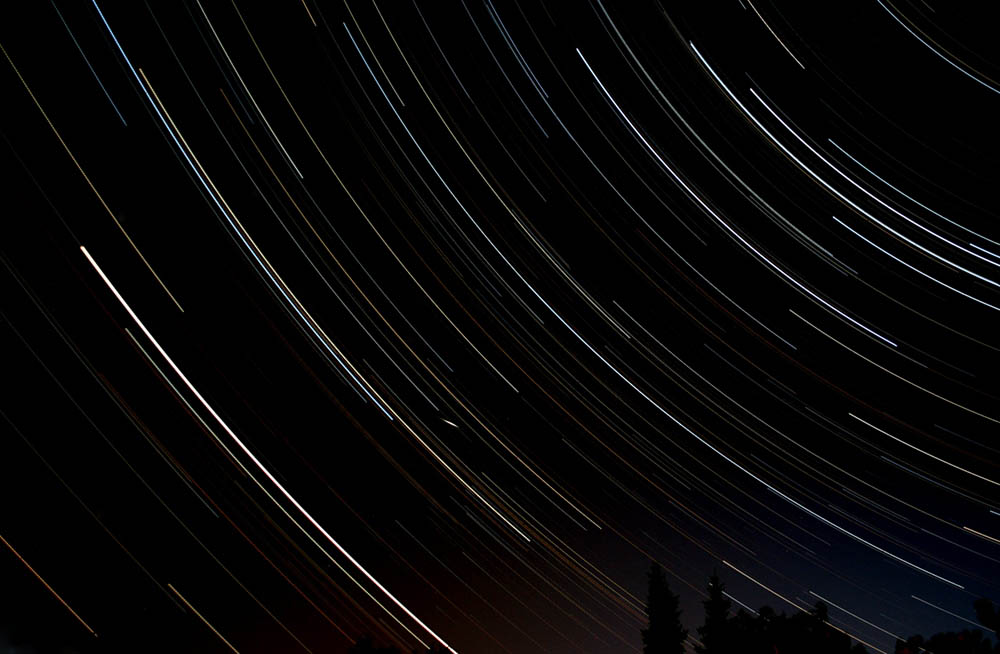
Strichspuraufnahme

Eine Strichspuraufnahme oder Startrail ist in der Astrofotografie eine Fotografie des nächtlichen Himmels mit einer langen Belichtungszeit bei stehender bzw. nicht korrekt mitgeführter Kamera.
Durch die Erdrotation bewegen sich die Himmelskörper scheinbar auf konzentrischen Kreisbahnen. Abhängig von der Brennweite des verwendeten Objektives existiert eine maximale Belichtungszeit, bei welcher die Sterne noch punktförmig abgebildet werden. Dieser Maximalwert in Sekunden errechnet sich nach folgender Faustformel:
{\displaystyle t={\frac {420}{\text{Objektivbrennweite in mm}}}}
Längere Belichtungszeiten führen zu Abbildungen, bei denen die Himmelskörper nicht mehr punkt-, sondern strichförmig (siehe Abbildung) abgebildet werden.
Stationäre Allsky-Kameras können Einzelaufnahmen der punktförmigen Himmelskörper zu Strichspuraufnahmen zusammensetzen. 